# Dionée
Pour les articles homonymes, voir Dionée (homonymie).
Dionée est une revue trimestrielle de 40 pages couleur au format A5, qui paraît en principe[réf. nécessaire] aux mois de mars, juin, septembre et décembre.
Elle est la publication officielle de l'association DIONÉE, Association Francophone des Amateurs de Plantes Carnivores. 

La revue publie des articles d'horticulture générale, des reportages et des études scientifiques à propos des plantes carnivores.
Cette revue a été créée en 1984 et elle est passée en tout couleur, à partir du nº 68 (hiver 2007).
Son siège social est située au jardin botanique du parc de la Tête d'Or à Lyon.